# Едвард Цвік
Едвард Цвік (англ. Édward Zwick; *8 жовтня 1952, Чикаго, США) — американський кінорежисер, продюсер, сценарист та актор. Володар премії «Оскар» 1999 року як продюсер фільму «Закоханий Шекспір».

## Біографія
Незадовго до закінчення школи Едвард Цвік захопився акторством і став вивчати ази режисури. Закінчивши школу, поступає до Гарварду, де поєднує вивчення літератури з роботою в театрі як драматург і постановник. Закінчивши університет, отримав премію фонду Рокфеллера та відправився до Європи, де вивчав новаторський досвід різних театрів.
У 1975 поступив до Американського кіноінституту в Лос-Анджелесі, де протягом кількох років вивчав кіномистецтво. На студентську роботу Едварда «Тімоті і ангел», звернули увагу співробітники телеканалу АВС, завдяки чому його згодом беруть туди на канал на посаду редактора-сценариста. Протягом чотирьох наступних років Цвік працює на телеканалі не тільки як сценарист, але і як постановник, а трохи пізніше і як продюсер серіалу «Сім'я» (1976—1980). У 1982 ставить відразу два телевізійні фільми «Паперові ляльки» (1982) і «Having It All» (1982). За наступну свою роботу, телефільм «Спеціальний бюлетень» (1983) був відзначений премією «Еммі».
На широких екранах Цвік досить успішно дебютує в 1986 з комедійною мелодрамою «Що трапилось минулої ночі» (1986), головні ролі в якій виконали Демі Мур і Роб Лоу. Вже за свою наступну роботу в кіно «Слава» (1989), що вийшла в прокат три роки потому, режисер був номінований на «Золотий глобус». На цю ж премію режисер був номінований і за картину «Легенди осені» з Бредом Піттом та Ентоні Гопкінсом, що стала однією з  комерційно найуспішних картин 1994 року. З інтервалом у два роки в прокат виходять ще дві картини Цвіка: «Мужність під вогнем» (1996) і «Облога» (1998). Остання робота режисера була досить прохолодно зустрінута американською публікою, у зв'язку з чим Цвік вирішує на деякий час залишити режисуру, зосередившись на продюсерській діяльності. Однак власна компанія «Bedford Falls Productions», створена в 1984 році спільно з Маршалом Гершковіцем, у нього вже була.
У 1998 Цвік отримує свій перший і поки що єдиний «Оскар» як продюсер за фільм «Закоханий Шекспір» (1998). Найвідоміші кінокартини, над якими Цвік працював як продюсер: «Трафік» (2000), «Я Сем» (2001) і «Штат самотньої зірки» (2002).
Повернення Цвіка в режисуру з картиною «Останній самурай» відбулося у 2003 році. Високобюджетна картина, одну з головних ролей в якій зіграв Том Круз, чудово пройшла в прокаті, зібравши в цілому понад 450 мільйонів доларів. Набагато менш успішним виходить пригодницький трилер «Кривавий діамант» (2006) з Леонардо ДіКапріо в головній ролі.

## Фільмографія

### Режисер
- Спеціальний бюлетень (1983)
- Що трапилось минулої ночі (1986)
- Слава (1989)
- Leaving Normal (1992)
- Легенди осені (1994)
- Мужність під вогнем (1996)
- Облога (1998)
- Останній самурай (2003)
- Кривавий діамант (2006)
- Виклик (2008)
- Кохання та інші ліки (2010)
- Ігри чемпіонів (2014)
- Джек Річер: Не відступай (2016)
- Випробування вогнем (2018)

### Сценарист
- Американський вбивця (2017)